# その声を覚えてる
「その声を覚えてる」（そのこえをおぼえてる）は、河野マリナの楽曲。こだまさおりが作詞、神前暁が作曲を手掛けた。河野の3枚目のシングルとして2013年10月9日にアニプレックスから発売された。

## 音楽性
本曲は、テレビアニメ『〈物語〉シリーズ セカンドシーズン』の「囮物語」・「鬼物語」エンディングテーマに起用された。同アニメの登場人物である阿良々木暦、忍野忍、千石撫子の心情が歌詞に反映されており、レコーディングでもその3人に語りかけるつもりで歌ったという。

## シングルリリース
2013年10月9日にアニプレックスから発売された。河野のシングルとしては前作「たからもの」から1年8か月ぶりのリリースとなる。
初回生産限定盤（SVWC-7957）と通常盤（SVWC-7956）の2種リリースで、初回限定盤には本曲のPVを収録したDVDが同梱されている。初回限定盤のジャケットは表に千石撫子、裏に忍野忍のイラストが描かれている。
2曲目「消えるdaydream -Acoustic ver.-」は、テレビアニメ『猫物語（黒）』のBlu-ray・DVD第2巻付属のCDに収録された『猫物語（黒）』エンディングテーマ「消えるdaydream」のアレンジバージョン。原曲と違い前のめりに叫ぶ感じではなくファルセットやフェイクを駆使して自身の内面を赤裸々に表現したという。

## シングル収録内容
| 全作詞: こだまさおり、全作曲: 神前暁。 | |              |            |                                          |      |
| #                                      | タイトル | 作詞         | 作曲・編曲 | 編曲                                     | 時間 |
| 1.                                     | 「その声を覚えてる」(テレビアニメ『〈物語〉シリーズ セカンドシーズン』「囮物語」「鬼物語」エンディングテーマ) | こだまさおり | 神前暁     | 神前暁、高田龍一（ストリングスアレンジ） | 4:08 |
| 2.                                     | 「消えるdaydream -Acoustic ver.-」                                                                            | こだまさおり | 神前暁     | 流田Project                              | 4:43 |
| 3.                                     | 「その声を覚えてる -Instrumental-」                                                                           | こだまさおり | 神前暁     |                                          | 4:06 |
| 合計時間:                              | 合計時間: | 合計時間:    | 12:58      |                                          |      |

| #  | タイトル                          | 作詞 | 作曲・編曲 |
| -- | --------------------------------- | ---- | ---------- |
| 1. | 「その声を覚えてる -MUSIC CLIP-」 |      |            |

## チャート
| チャート（2013年）            | 最高位 |
| ----------------------------- | ------ |
| オリコン週間                  | 15     |
| Billboard Japan Hot 100       | 69     |
| Billboard Japan Hot Animation | 4      |

## 収録アルバム
| 曲名             | アルバム                              | 発売日         |
| ---------------- | ------------------------------------- | -------------- |
| その声を覚えてる | 『First Touch』                       | 2013年12月11日 |
| その声を覚えてる | 『歌物語 -〈物語〉シリーズ主題歌集-』 | 2016年1月6日   |